# El Federalista n.º 10

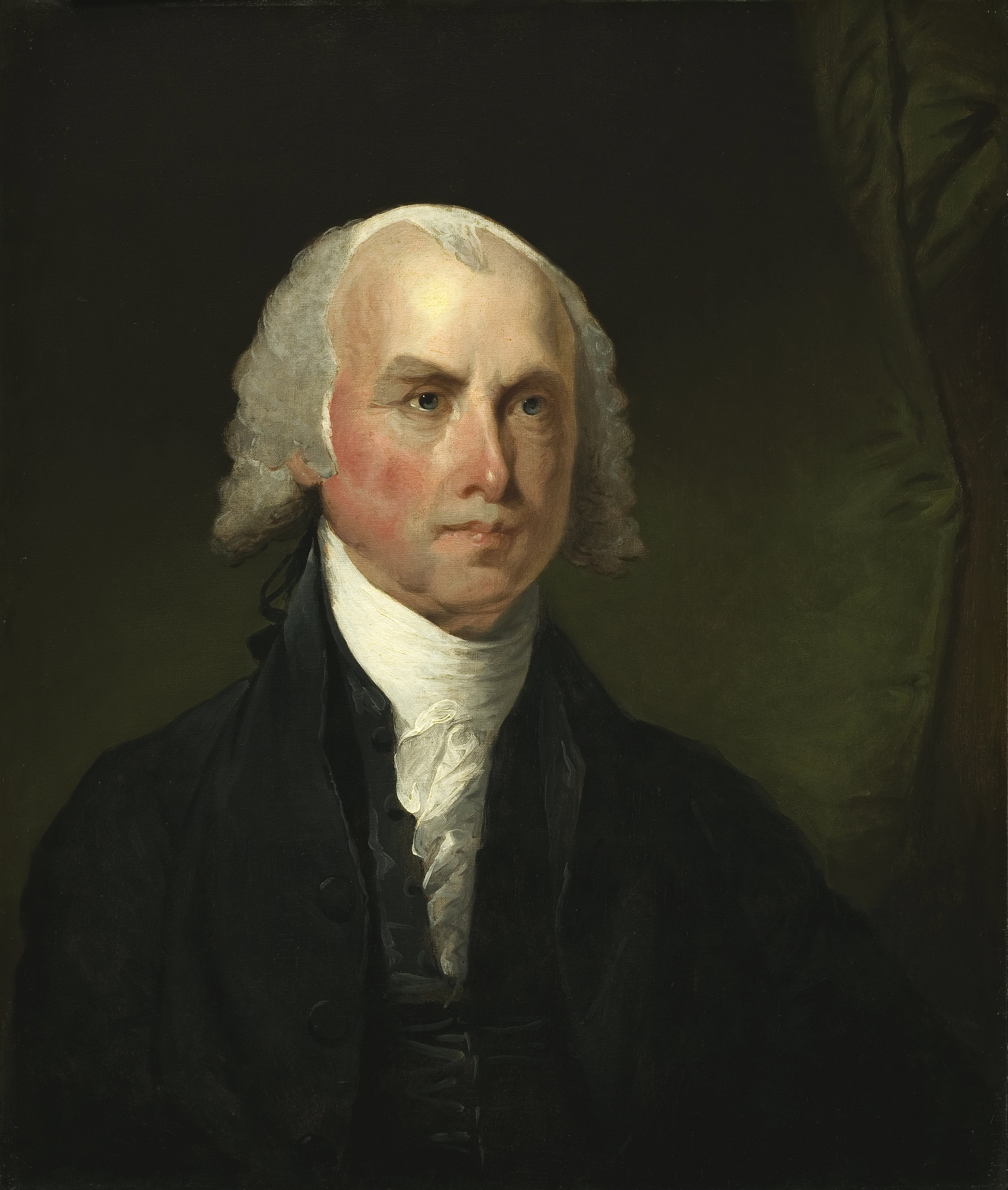
James Madison, autor de El Federalista n.º 10.

El Federalista n.º 10 (también conocido como El Federalista X o Federalist Number 10 por su título original en inglés) es un ensayo del político liberal estadounidense James Madison y el décimo de The Federalist Papers, una serie de ensayos iniciada por Alexander Hamilton destinada a argumentar en favor de la ratificación de la Constitución de los Estados Unidos de América. Hamilton escogió e invitó a James Madison y John Jay para contribuir como coautores bajo el seudónimo "Publius", el mismo con el cual fueron publicados todos los ensayos de The Federalist Papers., pseudónimo con el cual Alexander Hamilton escribió el Federalista nº. 1. El Federalista n.º 10  fue publicado el 22 de noviembre de 1787, y es en la actualidad, el ensayo más famoso de la serie junto a El Federalista n.º 51, también obra de Madison, y uno de los más reconocidos de todos los escritos políticos estadounidenses.
El Federalista n.º 10 trata la cuestión del resguardo ante las "facciones", es decir grupos de ciudadanos con intereses contrarios a los derechos de sus semejantes o a los intereses de la comunidad en general. Madison argumenta que una república fuerte y grande estaría mejor defendida ante ese peligro que una más pequeña. Los opositores a la Constitución han ofrecido contraargumentos a esta posición usualmente derivados de los comentarios de Montesquieu al respecto.
El ensayo continúa el tema comenzado en El Federalista n.º 9; de hecho su título es The Same Subject Continued: The Union as a Safeguard Against Domestic Faction and Insurrection (en español: ‘El mismo tema continuado: la unión como protección contra la facción e insurrección doméstica’). Los juristas estadounidenses han interpretado frecuentemente que El Federalista n.º 10 expresa el deseo de los Padres Fundadores de evitar que la política del país sea partidista.

## Publicación
El 17 de septiembre de 1787, la Convención de Filadelfia entregó la Constitución a los distintos estados para proceder a su ratificación. Para ese entonces, los llamados antifederalistas habían comenzado a publicar ensayos y cartas argumentando en contra de su ratificación, por lo cual Alexander Hamilton solicitó la ayuda de John Jay y James Madison para publicar una serie de ensayos en su favor como respuesta. Al igual que la mayor parte de los ensayos de los antifederalistas y de The Federalist Papers, el n.º 10 fue publicado por primera vez en un periódico de gran tirada. Sin embargo, a diferencia de la mayor parte de la serie Federalista que fue publicada en el Independent Journal o el New-York Packet, el n.º 10 se publicó por primera vez en el Daily Advertiser. Posteriormente, solamente El Federalista n.º 37, también de Madison, fue publicado en ese mismo periódico.
Aun considerando el nivel de importancia que lograría el ensayo con el tiempo, sólo fue reimpreso en una cantidad limitada. El 23 y 24 de noviembre se publicó en los mencionados New-York Packet e Independent Journal respectivamente y fuera de la ciudad de Nueva York tuvo cuatro publicaciones a principios de 1788: el 2 de enero en la Pennsylvania Gazette, 10 de enero en el Hudson Valley Weekly, el 15 de enero en Northern Centinel y el 17 de enero en el Albany Gazette. A pesar de que este número de reimpresiones era típico en la serie de los Federalistas y los antifederalistas, muchos otros ensayos vieron mayor distribución que el n.º 10.

## La cuestión de la facción
El Federalista n.º 10 continúa la discusión comenzada por Alexander Hamilton en El Federalista n.º 9. Hamilton había enunciado el carácter destructivo que podía tener el comportamiento faccioso en una república, por lo cual Madison aborda la posible forma de eliminar sus efectos negativos. Madison define a la facción como "un número de ciudadanos, que puede ser tanto una mayoría como una minoría del total, unidos en un accionar motivado por pasiones o intereses contrarios a los derechos de los demás ciudadanos o contrarios a los intereses permanentes de la comunidad". El autor identifica a la distribución desigual de la riqueza, generadora de la división en clases sociales dentro de la sociedad, como la causa principal de la facción.

[L]a más común y duradera de las fuentes del comportamiento faccioso es las variada y desigual distribución de la propiedad. Quienes tienen y quienes no tienen siempre han formado intereses distintos en la sociedad.

Como consecuencia, Madison ve a la democracia directa como un peligro para los derechos individuales y aboga por la democracia representativa (a la que llama república) para proteger a la libertad individual de la regla de la mayoría o de los efectos de las desigualdades en la sociedad. El ensayista dice que

[U]na democracia pura (entiéndase directa) no ofrece cura alguna para la malicia de las facciones. Una pasión o interés común será compartido por la mayoría, y no hay forma de contener los incentivos para sacrificar al partido más débil. Por esta razón, las democracias siempre han sido incompatibles con la seguridad personal o el derecho a la propiedad; y han sido, en general, tan cortas en su vida como violentas en su muerte.

Al igual que los antifederalistas que se le oponían, Madison estaba profundamente influenciado por los trabajos de Montesquieu, a pesar de que difería con él en la cuestión abordada en este ensayo en particular. Además, la influencia de David Hume y otros filósofos de la Ilustración escocesa se aprecia claramente en la discusión de Madison respecto al tipo de facción y al argumento de una república vasta.

## Argumento
Madison indica que existen dos maneras de limitar el daño causado por la facción: remover sus causas o controlar sus efectos. Al mismo tiempo, señala que hay dos maneras de remover las causas: eliminar la libertad individual, método que califica como inaceptable, o crear una sociedad homogénea en opiniones e intereses, al cual considera poco viable ya que la heterogeneidad social es característica de una sociedad libre. Por lo tanto, Madison concluye que la única forma de combatir el comportamiento faccioso es controlando sus efectos.
El autor apunta que el principio de soberanía popular previene por sí mismo el triunfo de las facciones minoritarias, por lo tanto las facciones mayoritarias son el inconveniente a tratar. Madison sugiere que la manera de contener a estas últimas es o bien prevenir la existencia de la misma pasión o interés en una mayoría de ciudadanos al mismo tiempo o bien incapacitar el accionar de la facción. Ante esto, Madison concluye que una república pequeña no puede evitar la facción mayoritaria puesto que, al ser pequeña, es más probable que una pasión común se forme en una mayoría ciudadana y, además, el sistema democrático permitiría que esa mayoría haga valer su deseo contrario a los intereses de las minorías políticas.
Una república (entiéndase democracia representativa), según Madison, difiere de una democracia (entiéndase democracia directa) en el hecho que su gobierno es delegado a representantes, y como resultado de esto puede extenderse en un área grande. El autor argumenta que una república grande elegiría mejores delegados que una pequeña ya que el número de ciudadanos, y por ende de posibilidades electorales, es mayor y, además, "los trucos mediante los cuales ganan las elecciones los malos candidatos" son menos efectivos en un electorado amplio.
Por otro lado, Madison sostiene que una república grande al tener una amplia variedad de partidos e intereses hará más improbable la formación de facciones mayoritarias. Esta teoría es una aplicación general del principio de frenos y contrapesos que es fundamental en el sistema constitucional estadounidense. En conclusión, Madison enfatiza que una unión más grande en tamaño lograría un gobierno más eficiente que si los estados conservaran un gran nivel de independencia.
A pesar de que El Federalista n.º 10 arguye en favor de una república vasta y diversa, en el resto de los ensayos se expresa la necesidad de un equilibrio respecto a esto. Al mismo tiempo que los Padres Fundadores buscaban la diversidad para evitar la facción, pretendían que no fuera una diversidad radical que evitara la cohesión. En El Federalista n.º 2, John Jay considera como una bendición el hecho que el pueblo estadounidense estuviera formado por gente con la misma ascendencia, el mismo lenguaje y la misma religión. El mismo Madison marca la limitación a su conclusión respecto a que las grandes repúblicas brindarán mejores representantes al considerar que si la república es demasiado grande podría alejar a los representantes de las necesidades del representado. Sin embargo, señala que el sistema federal resuelve ese inconveniente dividiendo la tarea local de la nacional.

## Contraargumentos contemporáneos

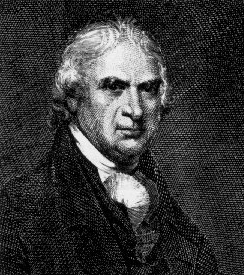
George Clinton probablemente haya sido el Anti-Federalista Cato.

Los Anti-Federalistas se opusieron vigorosamente a la idea de una república con intereses heterogéneos. El autor Cato (que probablemente haya sido George Clinton) resumió esta postura en su artículo Cato n.º 3:

Cualquiera que considere seriamente la inmensidad del territorio comprendido en los límites de los Estados Unidos, sumado a la variedad de sus climas, producciones, comercio, cantidad total de habitantes y la diferencia en intereses, valores morales y políticos en todos ellos aceptará intuitivamente que un sistema republicano nunca podrá formar una unión perfecta, garantizar la justicia, asegurar la tranquilidad doméstica, promover el bienestar general y proteger la bendición que es la libertad para uno y para su posteridad; ya que esta desigualdad legislativa, compuesta por intereses opositorios y distintos en su naturaleza, será en la práctica como un hogar dividido contra sí mismo.

Generalmente, los autores Anti-Federalistas opinaban que una república del tamaño de un estado individual podía sobrevivir, pero una del tamaño de la Unión estaba predestinada a fracasar. Un punto en favor de esta posición se dio con el tiempo al estallar la guerra civil estadounidense que, para algunos académicos, se dio por la disparidad en intereses económicos entre los estados del norte y los del sur.
El mismo Madison expresó este temor en una carta escrita a Thomas Jefferson, notando que los distintos intereses económicos habían abierto la disputa aún antes de la redacción de la Constitución.
La discusión acerca del tamaño ideal de la república no se limitó a las opciones de estados individuales o una unión general. En una carta al filósofo Richard Price, Benjamin Rush, uno de los Padres Fundadores, señaló que algunos constitucionalistas habían comenzado a idear en secreto la posibilidad de formar confederaciones entre estados del este, del centro y del sur en alianzas tanto defensivas como ofensivas. No obstante, esta idea no ganó mayor apego.
En sus argumentos, los Anti-Federalistas apelaron tanto a evidencia histórica como a evidencia teorética. En el ámbito teorético, se apoyaron principalmente en la obra de Charles de Secondat, Barón de Montesquieu. Tanto Brutus (Robert Yates) como Cato citaron a El espíritu de las leyes a la hora de tratar la cuestión del tamaño de la república:

Es natural para una república tener un territorio pequeño, de lo contrario no puede subsistir por mucho tiempo. En una gran república hay hombres de grandes fortunas y, por lo tanto, menos moderación; existen intereses muy grandes como para confiarlos en una sola persona que tiene intereses propios y pronto comienza a pensar que puede ser feliz, estupendo y glorioso oprimiendo a sus conciudadanos; y que puede obtener su grandeza en las ruinas del país. En una gran república el bien común se divide en mil puntos de vista distintos, está subordinado a las excepciones y depende de accidentes. En una pequeña, el interés del público es más fácil de identificar y de entender y está más al alcance de todo ciudadano.

Sumado a esto, Brutus señaló que tanto el estado griego como el romano, que muchos estadounidenses consideraban modelos de república, eran pequeños. El autor Anti-Federalista también recordó que la expansión de esas repúblicas resultó en la transición del gobierno libre a la tiranía.

## Análisis moderno e importancia
Durante el primer siglo de existencia de los Estados Unidos, el n.º 10 no fue reconocido como uno de los más importantes de la serie Federalista. Por ejemplo, en La democracia en América Alexis de Tocqueville hace referencia específica a más de cincuenta de los ensayos pero no menciona al n.º 10. No obstante, en la actualidad el ensayo es considerado uno de los trabajos más importantes de la democracia estadounidense.
En The People's Vote, una encuesta popular conducida por el Archivo Nacional de los Estados Unidos en colaboración con otras instituciones, El Federalista n.º 10 fue elegido junto con El Federalista n.º 51 (también de Madison) como el 20.º documento más influyente de la historia de los Estados Unidos.
El historiador Douglass Adair atribuyó el incremento en el interés por El Federalista X al libro de Charles A. Beard An Economic Interpretation of the Constitution, publicado en 1913. Adair sostuvo que el énfasis de Beard en la lucha de clases y su progresismo político a la hora de analizar el ensayo causaron mayor interés entre los teóricos del derecho estadounidenses. Según Adair, Beard interpreta al n.º 10 como evidencia de su creencia respecto a que "la Constitución es un instrumento de la explotación de clase".
Por su parte, Adair considera que El Federalista n.º 10 debe ser leído como "teoría política del siglo XVIII enfocada en problemas del siglo XVIII y uno de los tantos logros del movimiento intelectual que luego sería llamado «democracia jeffersoniana»".
El historiador Gary Wills es un conocido crítico del argumento madisoniano en El Federalista n.º 10. En su libro Explaining America (‘explicación de Estados Unidos’) adopta la posición de Robert A. Dahl al argüir que la estructura propuesta por Madison no necesariamente aumenta la protección de las minorías ni asegura el bien común. En cambio, Wills dice:

Las minorías pueden hacer uso de las armas gubernamentales para aplazar, retrasar u obstruir a una mayoría. Sin embargo, estas armas le son dadas a las minorías independientemente de su carácter faccioso o no faccioso; y pueden ser usadas contra la mayoría independientemente de su carácter faccioso o no faccioso. Lo que Madison previene no es la facción, sino la acción.

## Aplicación
El Federalista n.º 10 es la clásica mención respecto a la creencia que los Padres Fundadores de la Constitución estadounidense no deseaban que la política del país sea partidista. Por ejemplo, el juez de la Corte Suprema de los Estados Unidos John Paul Stevens citó al ensayo para asegurar que "los partidos [políticos] figuraban bien arriba en la lista de maldades que el diseño constitucional planeaba erradicar". En otro caso, el juez Byron White aseguró que "California aparentemente comparte la creencia de los Padres Fundadores respecto al daño que el partidismo y el faccionalismo pueden causar. Véase El Federalista n.º 10 (Madison)".